# Brasil nos Jogos Paralímpicos de Verão de 1972
O Brasil participou dos Jogos Paraolímpicos de Verão de 1972, em Heidelberg, na Alemanha. O país teve sua estreia nos Jogos deste ano.
A delegação brasileira não conquistou nenhuma medalha.